# Chimay (sör)
A Chimay sört a belgiumi Bières de Chimay sörfőzde állítja elő a Abbaye Notre-Dame de Scourmont területén, amely Chimay városában működik 1862 óta.
A sörfőzde háromfajta, kereskedelmi forgalomban kapható sört és egy, a szerzetesek által fogyasztott sört (ún. patersbier) állít elő. Mivel megfelelnek az „International Trappist Association” (Nemzetközi Trappista Szövetség) által támasztott követelményeknek, az itt főzött sörökön feltüntetik az Authentic Trappist Product logót. A sörfőzde berendezéseit 1988-ban felújították és jelenleg 120 000 hl sör előállítására képes évente.
1876 óta a monasztikus közösség foglalkozik még sajt előállításával és jelenleg négyfajta sajtot hoznak forgalomba, ezeket is a trappista logó alatt.

## Chimay sörök
- Chimay Rouge: 7% ABV alkoholtartalmú, 75 cl-es üvegekben forgalmazott sör, másik elnevezése a Première. Sötétbarna színű és édeskés, gyümölcsös íze van. A sörkészítésben használt malátától olajos magvakra emlékeztető ízt kap, míg a házi söréletsztő adja az enyhe borsos ízt.
- Chimay Blanche, 8% ABV alkoholtartalmú, aranyszínű tripel sör. Szintén 75cl-es üvegben kerül forgalomba, másik elnevezése a Cinq Cents.
- Chimay Bleue, 9% ABV alkoholtartalmú, sötét ale típusú sör. Szintén 75 cl-es üvegekben Grande Réserve néven hozzák forgalomba. A rézvörös színű sörnek tömör habja és enyhén kesernyés íze van. Ez a "klasszikus" Chimay sör, jellegzetes gyümölcsös, borsos aromákkal, amely a több éves tárolás alatt jelentős változásokon megy keresztül. Belgiumban ez a legkedveltebb Chimay sör. A friss, fanyar ízű, aranyszínű sör főzésekor használják a legtöbb komlót és ez a három kereskedelmi forgalomban kapható sör közül a legszárazabb.
- Chimay Dorée, 4,8% ABV alkoholtartalmú sört a Rouge-hoz hasonló összetevőkből főzik, de színe sápadtabb és íze nem olyan erőteljes. A sört csak az apátságban isszák, illetve a közvetlen közelében található Auberge de Poteaupré fogadóban kapható. Kereskedelmi forgalomban nem kapható és csak nem hivatalos csatornákon kerül ki az apátságból néhány üveg - még a sörfőzde hivatalos weboldalán sem említik ezt a fajta sört.

A sörgyártás folyamatát és az összetevőket a szerzetesek nem hozták nyilvánosságra, de ismert, hogy a söröket víz, árpamaláta, búzakeményítő, cukor, komló és sörélesztő felhasználásával főzik, illetve a Rouge és Bleu söröket malátakivonattal színezik.
Az összes többi trappista sörfőzdéhez hasonlóan a kereskedelmi forgalomban kapható sörök az apátság működését támogatják. A sörfőzde, amely külön jogi személyiség, bérleti díjat fizet az apátságnak az épület és a berendezések használatáért, ezt a bevételt teljes egészében az apátság működésére fordítják. A sör értékesítéséből származó profitot jótékony célokra fordítják, alapítványoknak adományozzák vagy a környék fejlődésének támogatására használják fel.
A többi trappista sörhöz és általában az erős belga sörökhöz hasonlóan a Chimay sörök is tovább érlelődnek a palackban és minden gond nélkül akár öt évig is tárolhatók. A Chimay Bleue magas alkoholtartalma következtében akár 15 évig is eltartható.
A sör készítéséhez szükséges vizet az apátság falain belül található forrásból szerzik, míg a sörfőzés után megmaradt szárazanyagokat az apátság tehenészetében használják fel.
A sörlét a főzés után a 12 km-re található palackozóba szállítják, amelynek kapacitása 40000 üveg/óra. A sört ezután a palackban érlelik három hétig, majd ezt követően kerül kereskedelmi forgalomba. A Chimay sörfőzde söreinek 80%-át Belgiumban értékesítik.

### Sajtok
Az apátságban előállított sajtfajták:
- Chimay à la bière, a sajtot Chimay sörben áztatják.
- Chimay Grand Classic félkemény sajtféleség.
- Chimay Grand Cru: pasztőrözött tejből készült és hat hétig érlelt sajt.
- Vieux Chimay: hat hónapig érlelt, kemény sajt.

## Lásd még
- Trappista sör
- Belga sör

## Külső hivatkozások
- A Chimay sörfőzde hivatalos oldala